# Кобин, Отто
Отто Кобин (нем. Otto Kobin; 20 февраля 1895, Плауэн — 6 февраля 1961, Магдебург) — немецкий скрипач, музыкальный педагог, композитор.

## Биография
Начал заниматься скрипкой под руководством своего отца. Окончил Лейпцигскую консерваторию по классу Ханса Зитта, изучал также композицию. В 1912 г. поступил в городской оркестр в Кёнигсберге, в 1914 г. занял место капельмейстера в придворном оркестре герцогства Саксен-Альтенбург, а после его упразднения в 1919 г. обосновался в Магдебурге, где вплоть до 1954 г. был концертмейстером городских оркестров, выступив в общей сложности примерно в 1000 концертов. В качестве солиста Кобин выступал с такими дирижёрами, как Бруно Вальтер, Герман Абендрот, Отто Фолькман, исполнял Двойной концерт Иоганнеса Брамса вместе с Юлиусом Кленгелем. Кроме того, Кобин возглавлял струнный квартет, вёл преподавательскую работу, сочинил ряд концертных пьес для своего инструмента. В 1935 г. вместе с музыковедом Эрихом Валентином впервые опубликовал Сонату F-A-E — совместное сочинение Роберта Шумана, Иоганнеса Брамса и Альберта Дитриха.
Имя Кобина носит концертный зал (нем. Otto-Kobin-Saal) в Магдебурге.